# Карелина, Наталья Рафаиловна
Наталья Рафаиловна Карелина (род. 22 ноября 1943, г. Куйбышевка-Восточная) — советский и российский анатом, автор учебников и словарей по анатомии, президент «Санкт-Петербургского симпозиума по морфологии, биохимии, нормальной и патологической физиологии ребенка» в рамках конгресса «Здоровые дети — будущее страны», доктор медицинских наук, профессор, заведующая кафедрой морфологии (с 2000 по 2003 гг.) Института Медицинского Образования Новгородского государственного университета им. Ярослава Мудрого, а с мая 2003 по апрель 2024 года — заведующая кафедрой анатомии человека Санкт-Петербургского государственного педиатрического медицинского университета. 

## Биография
В 1967 году окончила педиатрический факультет Ленинградского педиатрического медицинского института (ныне — Санкт-Петербургского государственного педиатрического медицинского университета). После окончания института 3 года работала врачом-педиатром.
В студенческие годы занималась в СНО на кафедре нормальной анатомии под руководством профессора А. В. Шиловой и ассистента Г. И. Корчанова. Учась на 1-м курсе по результатам научной работы «Кровоснабжение паращитовидных желез у плодов человека» сделала доклад в 1-м Ленинградском мединституте имени акад. И. П. Павлова на конференции студентов и аспирантов-морфологов.
С 1970 по 1995 гг. работала на кафедре анатомии человека альма-матер.
В 1972 году в рамках межвузовского сотрудничества со 2-м МОЛГМИ имени Н. И. Пирогова под руководством д.м.н., профессора Г. Ф. Всеволодова и д.м.н, профессора, члена-корреспондента АМН СССР В. В. Куприянова освоила методики и начала изучение микроциркуляции тонкой кишки у детей.
В 1980 году защитила кандидатскую диссертацию на тему «Интраорганное кровеносное русло тонкой кишки в раннем постнатальном онтогенезе» под руководством заведующей кафедрой анатомии человека ЛПМИ, профессора М. А. Долговой.
В дальнейшем по договору о творческом сотрудничестве выполняла докторскую диссертацию «Морфогенез, микроскопическая анатомия и ультраструктура ворсинок тощей кишки (экспериментально-морфологическое исследование)», которую защитила в 1994 году. Научными консультантами выступили академик РАМН, д.м.н., профессор В. В. Куприянов и чл.-корр. АМН, д.м.н., профессор А. А. Миронов.
С 1995 по 2000 гг. — профессор, а с 2000 по 2003 гг. — заведующая кафедрой морфологии Института медицинского образования Новгородского государственного университета имени Ярослава Мудрого. C 1995 по 1997 г. она является проректором по науке, а с 1997 по 2000 г. – деканом лечебного и стоматологического факультетов.
В мае 2003 года избрана по конкурсу на должность заведующей кафедрой анатомии человека Санкт-Петербургской государственной педиатрической медицинской академии, проработала в этой должности до апреля 2024 года. С 2013 по 2014 гг. — декан факультета дополнительного и профессионального образования СПбГПМА.
Под руководством Н. Р. Карелиной были внесены существенные методические изменения и дополнения в лекционный курс, практические занятия и экзаменационную программу в соответствии с новой анатомической терминологией. Проведена реорганизация учебного процесса, созданы календарно-тематические планы практических занятий и лекций для студентов специальностей «Педиатрия» и «Лечебное дело». Создан учебно-методический комплекс обучения по специальности «Стоматология», «Медицинская биофизика» и «Сестринское дело».
С 2005 года научные исследования на руководимой ею кафедре проводятся по комплексной теме «Морфологические особенности систем организма человека и экспериментальных животных в онтогенезе, норме, в эксперименте и при патологии».
Под руководством Н. Р. Карелиной защищены 1 докторская и 9 кандидатских диссертаций. Профессор Н. Р. Карелина — автор более 300 научных работ, в том числе в журналах ВАК (более 100) и SCOPUS/WOS (более 30), автор патентов на изобретение (4), методических рекомендаций, учебных пособий, учебников и словарей.
Н. Р. Карелина долгое время являлась Ученым секретарем Совета по защите докторских и кандидатских диссертаций по специальностям «Анатомия человека» и «Клеточная биология, цитология, гистология», одного из наиболее авторитетных морфологических советов России.
Н. Р. Карелина — член правления Научного медицинского общества анатомов, гистологов и эмбриологов, председатель комиссии по анатомической номенклатуре (до 2022 г.), заместитель главного редактора журнала Russian Biomedical Research, а также член редколлегии журналов «Морфология», «Педиатр», «Пародонтология», «Forcipe».
В 2020 году Н. Р. Карелина совместно с профессором Р. М. Хайруллиным создала «Санкт-Петербургский симпозиум по морфологии ребенка», в цели которого заложена популяризация изучения морфологии ребенка. С 2022 года симпозиум преобразился, расширил сферу специальностей и носит название «Санкт-Петербургский симпозиум по морфологии, биохимии, нормальной и патологической физиологии ребенка», президентом которого является Н. Р. Карелина.